# ديفيد فيري
ديفيد فيري هو مخرج وممثل كندي، ولد في 6 سبتمبر 1951 في نيوفندلاند في كندا. من الجوائز التي نالها جائزة دورا مافور مور ‏.

## جوائز
- جائزة دورا مافور مور [الإنجليزية]‏

## وصلات خارجية
- ديفيد فيري على موقع IMDb (الإنجليزية)
- ديفيد فيري على موقع قاعدة بيانات برودواي على الإنترنت (الإنجليزية)
- ديفيد فيري على موقع قاعدة بيانات الفيلم (الإنجليزية)